# Narendranagar
Narendranagar är en ort i Indien.   Den ligger i distriktet Tehri-Garhwāl och delstaten Uttarakhand, i den norra delen av landet, 200 km nordost om huvudstaden New Delhi. Narendranagar ligger 911 meter över havet och antalet invånare är 4 734.
Terrängen runt Narendranagar är varierad. Runt Narendranagar är det ganska tätbefolkat, med 160 invånare per kvadratkilometer. Närmaste större samhälle är Rishikesh, 6,0 km söder om Narendranagar. I omgivningarna runt Narendranagar växer i huvudsak blandskog.